# Silly Love Songs (Glee)
«Silly Love Songs» es el trigésimocuarto episodio de la segunda temporada de la serie de televisión estadounidense Glee. Se estrenó por primera vez en Estados Unidos el 8 de febrero de 2011, por la cadena Fox, dos días después del episodio «The Sue Sylvester Bowl Shuffle», constituyendo así la menor cantidad de tiempo entre dos episodios de la serie. En este episodio, Director Will Schuester (Matthew Morrison) asigna el coro de McKinley High School para realizar canciones de amor en honor al Día de San Valentín. Los miembros del Club Finn Hudson (Cory Monteith) establece una cabina de besos para la ocasión, para tomar ventaja de su creciente popularidad y recaudar dinero para el club. En la Academia Dalton, Blaine Anderson (Darren Criss) y la Academia Dalton Warblers hacen planes para llevar a cabo un número musical fuera del campus, y Kurt Hummel (Chris Colfer) confiesa su amor a Blaine.
"Silly Love Songs" fue recibida con elogios de la crítica, con gran parte de los elogios derivada del desarrollo de los personajes y las actuaciones musicales. Melissa Maerz del Los Angeles Times, Todd VanDerWerff de The AV Club, y Lisa de Moraes de The Washington Post onsideran la historia como entretenimiento, mientras que Joel Keller de la TV Squad pasó a llamar el episodio "el mejor episodio de la temporada." El episodio cuenta con versiones de seis canciones, incluyendo un cover de "PYT" de Michael Jackson y "My Funny Valentine" del musical Babes in Arms. Muchas de las interpretaciones y las actuaciones fueron recibidos con recepción positiva por parte de los críticos y aficionados por igual, con gran parte de los elogiarón al Club Glee "Fat Bottomed Girls" de Queen y "Silly Love Songs" de Paul McCartney, respectivamente. Todas las canciones, con la excepción de "My Funny Valentine" fueron lanzados como sencillos y están disponibles para su descarga digital. 
En su emisión inicial, el episodio fue visto por algo menos de 11,58 millones de espectadores estadounidenses, y obtuvo una cuota en pantalla de 4,6/13 en el grupo demográfico 18-49. Tanto la audiencia total como los índices de audiencia fueron significativamente inferiores a los del episodio anterior, «The Sue Sylvester Shuffle», que se emitió inmediatamente después de la Super Bowl.

## Trama
En el día de San Valentín, Puck (Mark Salling) confiesa que está enamorado de Lauren (Ashley Fink), después se muestra que Finn está dispuesto a conquistar a Quinn de nuevo. En Nuevas Direcciones tendrán que dedicarle una canción de amor a alguien. Mientras Puck le canta a Lauren una canción de amor, por lo cual ella se siente un poco avergonzada; Finn (Cory Monteith), para recaudar fondos para el club Glee, inaugura un puesto de besos por un dólar. En el desarrollo vienen Rachel, pero Finn solo le da un beso en la mejilla, y también Quinn diciéndole que no lo besará de nuevo. Sam (Chord Overstreet) ve la charla entre ellos y le dice a Quinn (Dianna Agron) que lo bese de nuevo. Ella hace esto cuando Finn y Quinn se besan, y este siente fuegos artificiales. Sam y Quinn se retiran y ella le dice que tiene que buscar su bolso, pero en vez de esto, le dice a Finn que se encuentren en el auditorio donde posteriormente se besan. 
Santana (Naya Rivera), después de su pelea con Lauren , descubre que Quinn sigue enamorada de Finn; por lo que se viste de enfermera sexy en la enfermería del colegio para "cuidar" (en realidad besar) a un chico con una enfermedad transmitida por los besos. Luego de esto, ella besa a Finn por lo que lo contagia y él al darle a Quinn un beso de lengua, la contagia también. Por consiguiente, ambos tienen que ir a la enfermería. Después Quinn la vienen a buscar, Rachel (Lea Michele) va a cuidar a Finn y le pregunta qué sintió al besar a Quinn y si sintió lo mismo al besarla a ella. Luego de esto, ella canta «Firework» de Katy Perry.
Por otra parte, Blaine le dice a los Warblers que está enamorado y quiere que lo ayuden a cantarle una canción a su enamorado.Kurt Hummel (Chris Colfer) piensa que Blaine (Darren Criss) siente algo por él, pero en realidad está enamorado de otro chico de una tienda de ropa. No obstante, los silbadores le dicen que no pues nunca habían cantado fuera de la escuela, pero Kurt los convence. Poco después de la canción, Blaine ve al chico del cual se enamoró saliendo y éste le dice que por su culpa lo despidieron. Casi al final, los silbadores citan a algunos miembros del club Glee que están solos en el día de San Valentín.

## Producción
"Silly Love Songs" fue anunciado por primera vez por el cocreador Ryan Murphy en una entrevista con un periodista alemán. La inspiración para el episodio puede ser parcialmente relacionado con un esfuerzo de cabildeo por Paul McCartney tener covers de canciones de The Beatles incorporados en Glee. En una entrevista con varios periodistas en los Teen Choice Awards 2010, Murphy reveló que recibió una mixtape que se envió desde McCartney, que se informa, un fan de la serie. Los personajes recurrentes que aparecen en este episodio incluyen a los Socios del Club Glee Mike Chang Harry Shum, Jr.), Sam Evans (Chord Overstreet), y Lauren Zizes (Ashley Fink), entrenador de fútbolShannon Beiste (Dot-Marie Jones), y Blaine Anderson (Darren Criss) el cantante de los Warblers de Dalton Academy .
"Silly Love Songs" incluye versiones de seis canciones: "Firework" de Katy Perry, "Fat Bottomed Girls" de Queen, "PYT (Pretty Young Thing)" de Michael Jackson, "My Funny Valentine" de las Babes in Arms, "When I Get You Alone" de Robin Thicke y "Silly Love Songs" de Paul McCartney y su grupo Wings. Esta fue la cuarta vez que una canción de Katy Perry se utilizó en un episodio de Glee, con ser interpretadas anteriormente "I Kissed a Girl" en el piloto. "Teenage Dream" en el episodio "Never Been Kissed" y "California Gurls" en el episodio anterior "The Sue Sylvester Shuffle". [10] [11] Todas las canciones con la excepción de "Mi Funny Valentine". fueron lanzados como singles y están disponibles para descarga digital. Los cinco sencillos fueron incluidos en bandas sonoras de Glee:"Firework", "PYT (Pretty Young Thing)", y "Fat Bottomed Girls " fueron presentados en el sexto álbum de la banda sonora, Glee: The Music, Volume 5 mientras "Silly Love Songs" y "When I Get You Alone" fueron presentados en el séptimo álbum Glee: The Music Presents the Warblers.

## Recepción

### Audiencia
"Silly Love Songs" fue transmitido originalmente en los Estados Unidos por Fox el 8 de febrero de 2011. Recibió un poco menos de 11,58 millones de espectadores estadounidenses a partir de su emisión inicial, pese a emitirse simultáneamente con NCIS en CBS , No Ordinary Family en ABC, y One Tree Hill en The CW. Se obtuvo una cuota en pantalla del 4.6/13 en el demográfico de 18-49, la calificación más alta de la noche. La audiencia y calificaciones totales de este episodio fueron significativamente bajas desde el episodio anterior, "The Sue Sylvester Shuffle", que fue visto por más de 26,8 millones de espectadores estadounidenses y recibió una cuota en pantalla del 11,1/29 en el demográfico de 18-49.
En Canadá, donde también salió al aire el 8 de febrero de 2011, el episodio fue visto por más de 2.080.000 espectadores. Es el puesto número diez en los programas de televisión más vistos de la semana. La audiencia total de poco disminuyó del episodio anterior, que alcanzó 2,16 millones de espectadores, así como el programa de televisión más visto novena de la semana. En Australia, donde el episodio salió al aire el 21 de febrero de 2011, que fue vista por 921.000 espectadores sobre su inicial aireación. Fue el programa más visto de la undécima en la noche. La audiencia total del episodio disminuyó a una tasa marginal del episodio anterior, que atrajo a 1,13 millones de espectadores, y fue el cuarto programa más visto de la noche en el demográfico 18-49. Se coloca décimo en el ranking semanal de audiencia de ese país. En el Reino Unido, el episodio fue visto por 2.629 millones de espectadores (2.233.000 en la E4, y 396.000 en E4 + 1), convirtiéndose en el programa más visto en la E4 y E4 1 para la semana, y el espectáculo más visto en el cable para la semana.

### Críticas
«Silly Love Songs» fue recibida con elogios por los críticos de televisión a partir de su emisión inicial. Erica Futterman de Rolling Stone dio una opinión muy positiva del episodio, y escribió:«Este fue nuestro episodio favorito de Glee. Aunque disfrutamos de los espectáculos exagerados, la verdadera inteligencia de la serie brilla cuando toman canciones de todos los ámbitos y que encajen en una historia coherente. Sue Sylvester no hizo acto de presencia y nos atrevemos a decir que ni siquiera la extraño.» Bobby Hankinson del Houston Chronicle disfrutó del episodio, va a escribir: «Yo pensé que era un buen resultado , aunque un poco inconexo. Bueno, al menos fue honesto. Si este espectáculo es una cosa, es inconexo. Es parte de su atractivo Spazzy.» Melissa Maerz del Los Angeles Times le dio al episodio una crítica positiva: «La noche del martes, Glee no sólo era volver a la hora habitual, era volver a hacer lo que mejor sabe hacer: entretenernos  con historias que involucran personajes, nos preocupamos por que cantan canciones que surgen de forma estructurada para avanzar dentro de la misma. Era como una burbuja en forma de corazón perfecto de un episodio recordando por los admiradores de la serie acerca de todas las cosas que he echado de menos sobre el show en estos ultimos meses.»
Robert Canning de IGN también le dio al episodio una crítica positiva, y opinó: «Con la falta del respeto del coro aparca temporalmente en suspenso, la serie fue capaz de tener un poco de diversión con la noche del martes episodio. Y divertido que era, con la banda de New Directions, teniendo en el Día de San Valentín, con el coqueteo, besos y, por supuesto, cantar. Sin la intimidación, esto fue un episodio mucho más ligero de Glee, y los resultados dieron paso a muchas más risas y desarrollo de la historia.»  Luego pasó a elogiar la actuación de Ashley Fink como Lauren Zizes, y hablo el romance con Puck, «No puedo decidir si quiero a raíz de esta pareja, pero ciertamente sé que voy a estar alentando a Lauren.» Canning en última instancia dio al episodio un 8,5 sobre 10. Wyndham Wyeth de Paste pasó a alabar el episodio por su descripción de las relaciones en la escuela secundaria, así como los coros para el desempeño de Salling de "Fat Bottomed Girls" de Queen. Todd VanDerWerff de The A.V. Club le dio al episodio una crítica positiva y una calificación de «A-»: «Silly Love Songs  es un buen ejemplo de la feria a lo que está muy cerca de su mejor absoluta No hay nada demasiado embriagador aquí, pero si el programa tiene un tono. que está clavado casi totalmente consistente, es la sensación de romance adolescente, el sentido de que la persona con la que estás enamorado es la única persona que tendrá que estar enamorado de [...] seguido casi inmediatamente por la sensación agobiante de angustia, de perder a esa persona antes de tiempo. La vida adolescente se mueve rápido y se llena de emociones aumentadas. Y como la mayoría de los musicales, Glee ha sido siempre en su mejor momento cuando se abraza a los dos lados de sus personajes vidas. Como tal, "Silly Love Songs", que es prácticamente sólo una excusa para jugar con muchas parejas románticas de la serie entre los personajes del club glee, es un montón de tramas divertidas sin tratar con dificultad.»  En conclusión de su opinión, él escribió: «El mejor episodios que interpretan con euforia y devastación el uno del otro. Los peores episodios platija acerca de algún tipo de punto de apoyo emocional. Pero cuando Glee simplemente le dice a pequeñas historias, dulces acerca de estos niños y la forma en que están tratando de hacer frente a estar en la escuela secundaria cuando saben que están destinados para cosas más grandes, puede ser terrible. Esta noche fue uno de esos episodios, y episodio de esta noche era una maravilla. Aquí está a unos buenos barridos de febrero.»
Matt Richenthal de TV Fanatic dio al episodio un 4,6 de 5 estrellas, y pasó a describir el episodio con una «A», y agregó «conmovedor, entretenido el episodio de Glee divertido que no cuentan con una sola línea de Sue Sylvester? Yo nunca pensé que iba a ver el día. Pero eso es exactamente lo que ocurrió en "Silly Love Song", como el espectáculo dejó de sentirse como un anuncio de servicio público durante una semana y realmente se centró en buen ritmo, la evolución de la relación bien escritos entre sus personajes principales.» Joel Keller de TV Squad le dio al episodio una crítica positiva, y escribió: «"Silly Love Songs" llama la atención un interesante contraste despues del Super Bowl la noche del domingo en que esta noche fue más acerca de los niños y en los que están en sus historias que acerca de los números de producción grandes y los dibujos animados de Sue, también fue el episodio más divertido de la temporada, en gran parte porque nos dieron una idea de la vida de dos nuevas Direcciones miembros rara vez llegar a pasar el rato con cualquier periodo de tiempo de Santana a Lauren.» James Poniewozik de la revista Time elogió la historia y las actuaciones musicales del episodio. Sin embargo, Soraya Roberts del Daily News le dio al episodio una crítica negativa: «Este espectáculo a veces suena como si hubiera sido escrito por un escritor idiota. Es casi tan malo como Tina llorando sin motivo mientras cantaba 'My Funny Valentine' a Mike y Blaine intentar pareserca Frank Sinatra cantando "Silly Love Songs" de Paul McCartney en el medio del Breadsticks.»  Lisa de Moraes de The Washington Post elogió la historia, que calificó de cohesión.

### Música
Las versiones y actuaciones musicales del episodio fueron bien recibidas por la crítica y los fanes. Sandra González, de Entertainment Weekly, dijo que su favorita era «Silly Love Songs», de Paul McCartney, interpretada por los Warblers. En una crítica de la actuación, escribió: «Es mucho más Warbler que "When I Get You Alone”. También me preocupaba que no tuviéramos nuestra dosis semanal de pasos de baile tontos de los Warblers. Además, hay que destacar el momento en el que Blaine le canta a Santana la frase de amor «won't come at all». Probablemente fue el momento en el que más me reí del episodio». Ella le dio a la actuación una «A». También alabó la interpretación de Puck de «Fat Bottomed Girls», y opinó: «En general, estoy enamorada de la voz de Mark Salling. En mi opinión, está a la altura de Artie [...]. Y esta canción estaba impregnada de una salsa increíble. Puntos extra para el movimiento de cabeza más o menos femenino de Puck, el groovin' de fondo de Brittany, las reacciones del club cuando le cantó a Lauren y el leve gesto del Sr. Schu». Kristin Coachman, del Seattle Post-Intelligencer, fue un poco más crítica con la versión de Puck: «Esta semana Mark Salling [...] está cantando «Fat Bottomed Girls» de Queen. Sé que esta canción encaja en la historia de Puck para el episodio, pero siento que la canción estaba en el tono equivocado para él. A veces parecía que se esforzaba por alcanzar las notas más altas. Por eso me pregunto si los coros están ahogando su voz a propósito. Parece que dependiendo de la canción elegida para él, las actuaciones vocales de Salling siguen siendo muy acertadas o fallidas esta temporada".
La versión de Tina de «My Funny Valentine» provocó sentimientos encontrados en González. Criticó el final: «Cuando empezó a sollozar, se volvió raro. Luego más raro. Luego, francamente incómodo". Sin embargo, le gustó la primera parte de la actuación, y escribió: «Fue muy dulce cuando Tina empezó a ahogarse durante su canción, porque seamos realistas, sucede. Puedes querer tanto a alguien que te duela". Si hubiera continuado la canción con un leve nudo en la garganta, creo que me habría ahogado con ella".